# صداسازی

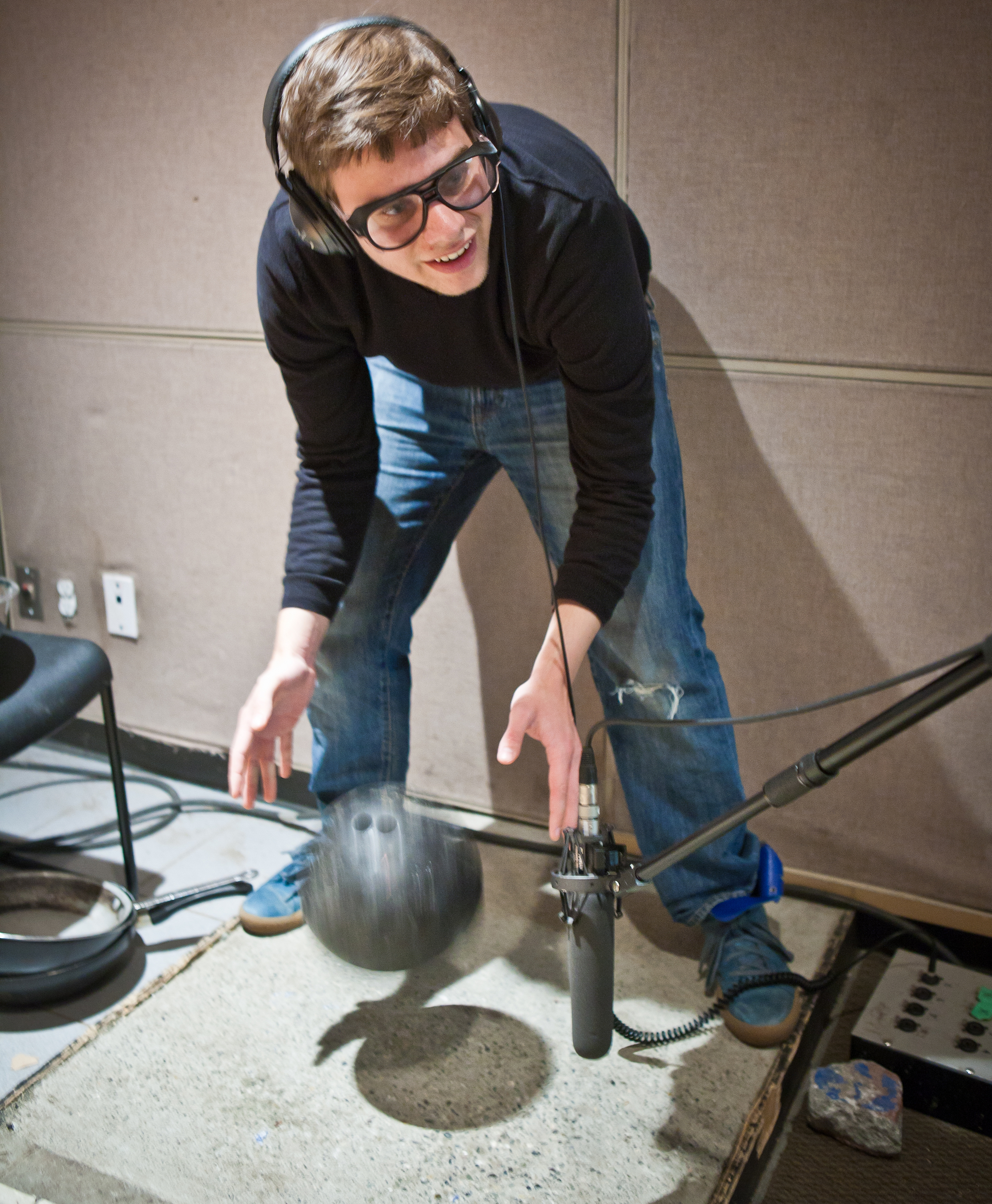
یک صداساز به هنگام کار.

هنر بازآفرینی برخی از جلوه‌های صوتی، مثل صدای قدم زدن و دویدن و شکستن و هماهنگ‌کردن آنها با تصاویر فیلم را صداسازی (انگلیسی: Foley) می‌گویند.
از دهه ۱۹۳۰ تا کنون، کار هنرمندان صداساز بخش مهمی از حاشیه صوتی تمام فیلم‌ها را تشکیل داده‌است. در کل کار صداسازان، یکی از مراحل پس از تولید و استودیویی برای ایجاد جلوه‌های صوتی برای فیلم، آثار تلویزیونی و تولیدات رادیویی است.
آنها با استفاده از انواع کفش و وسایلی چون سپر و گلگیر خودرو، بشقاب، لیوان، صندلی و هر وسیله‌ای که بتوان در خرده‌ریزها و در کنار خیابان پیدا کرد، تمام صداهای موجود در یک محصول را ایجاد کرده و گاهی برای افزایش حس دراماتیک، این اصوات را تقویت کرده و چاشنی‌هایی به آن می‌افزایند.
ایجاد صداهایی مانند موتور ماشین، انفجار و اصوات مکانیکی و فنی دیگر که در استودیو امکان‌پذیر نیست-مانند منفجر شدن و فروریختن یک ساختمان یا راندن اتوموبیل- و همچنین صدای پرندگان، صداهای لیزری، پارس سگ و طوفان کار صداسازان نیست. این موارد در حیطه کار متخصص جلوه‌های ویژه صوتی است.